# Titus the Fox
Titus the Fox  är ett sidscrollande plattformsspel utvecklat av Titus Interactive till Amiga, ACPC, Atari ST, DOS. Spelet släpptes ursprungligen 1991 under nament Lagaf': Les Aventures de Moktar — Vol 1: La Zoubida. Internationellt släpptes spelet 1992 under namnet Titus the Fox: To Marrakech and Back.

## Handling
Titus flickvän Suzy har blivit kidnappad, och Titus måste rädda henne.